# 梅山水库
梅山水库位于中国安徽省六安市金寨县史河上游，是以防洪、灌溉、发电为主要功能的大型水库，也是治理淮河的重要水利工程之一。
梅山水库是淠史杭灌区的主要水源之一，灌溉下游的安徽、河南二省五县区383万亩农田。
2004年6月被中国水利部评为国家水利风景区，为国家4A级景区。